# Rekem
Rekem is een deelgemeente van Lanaken in de provincie Limburg in België. Het ligt vlak bij de rivier de Maas, die hier de grens met Nederland vormt, en ongeveer 10 km ten noorden van Maastricht. Rekem was een zelfstandige gemeente tot aan de gemeentelijke herindeling van 1977.

## Toponymie
Rekem werd voor het eerst vermeld in 1140 als Radekeim, en in 1143 als Radenchen. Vermoedelijk is het een samentrekking van de Germaanse persoonsnaam Rado en ing of heim (woonplaats).

## Geschiedenis

### Prehistorie tot Middeleeuwen

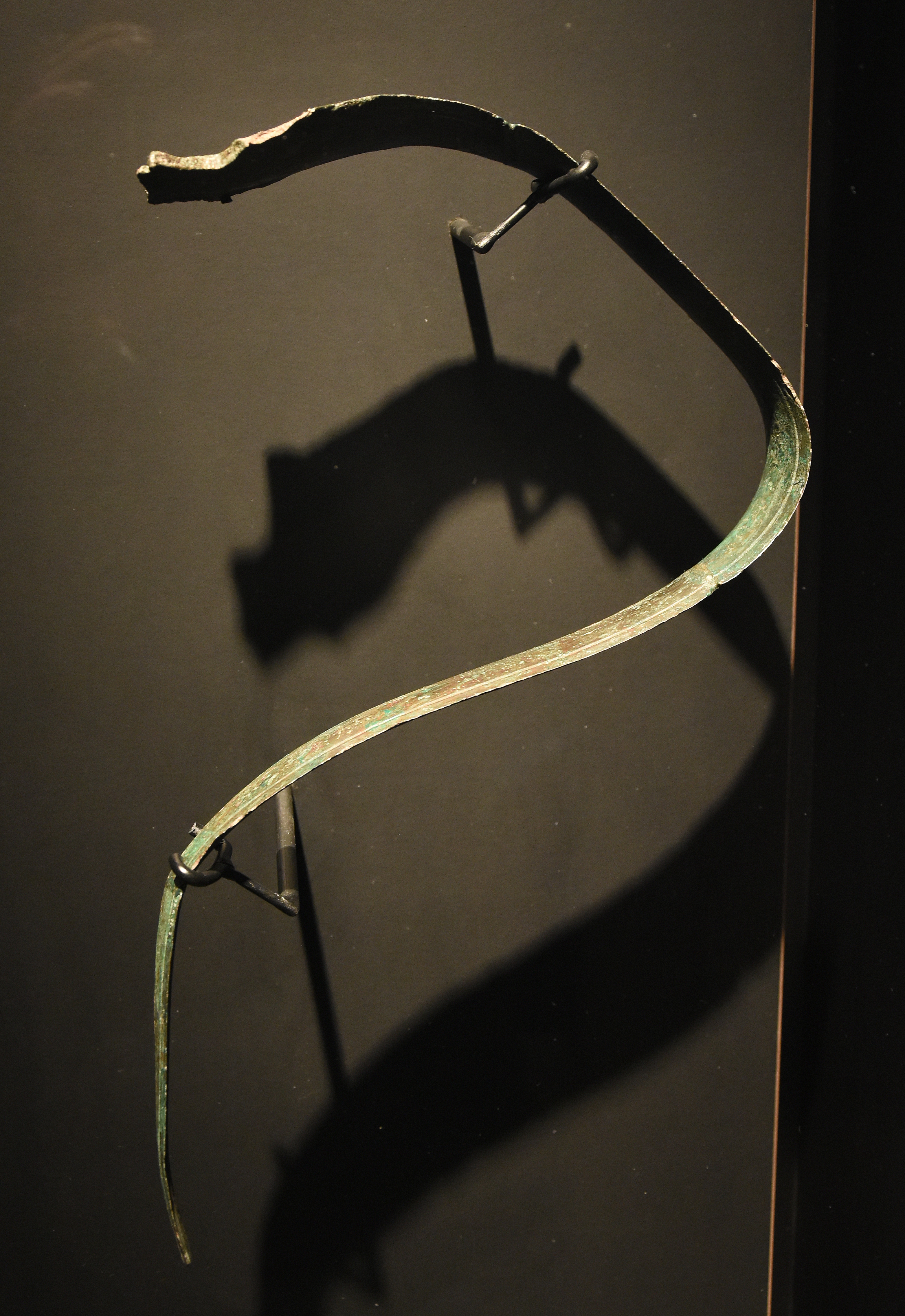
Bronzen zwaard (800-700 v.Chr.), gevonden in Rekem

Vondsten uit de Neolithische tijd, de La Tène-periode en de Romeinse tijd tonen aan dat het gebied, omwille van de ligging aan de oude maasloop en de Romeinse heirbaan Tongeren–Nijmegen, al vroeg bewoond werd. Op het terrein van de laat-Romeinse villa van Neerharen-Rekem is aardewerk gevonden dat overeenkomt met dat uit het vrije Germanië ten noorden van de Rijngrens. Het gebied is rond het midden van de derde eeuw verlaten en in de late vierde eeuw weer als nederzetting ingericht. Het bevatte twee of drie houten gebouwen en 25 hutkommen, wat typisch Germaans is. Er zijn ruim vijfhonderd vierde-eeuwse bronzen munten gevonden waarvan men aanneemt dat ze gebruikt zijn in een monetair systeem, mogelijk als soldij of voor de handel. De nederzetting was in het midden van de vijfde eeuw nog bewoond.
In de middeleeuwen was Rekem een vrije rijksheerlijkheid, die ook het gehucht Wezet (tegenwoordig: Bovenwezet en Daalwezet) omvatte. Omstreeks 1300 werden Uikhoven en Boorsem aan deze heerlijkheid toegevoegd.
De Sint-Pietersparochie van Rekem is zeer oud en stamt vermoedelijk uit de Karolingische tijd. De eerste kapel dateert van 989 en bevond zich binnen de muren van het kasteel. In 1231 werd een kerk gebouwd.
Ook waren er diverse kloosters in Rekem. Zo was er van 1140-1795 het afgebroken Norbertinessenklooster, van 1679-1684 een Karmelietenklooster, en van 1707-1797 en van 1847-2004 een Minderbroedersklooster. Zusters van de Dochters van het Heilig Kruis waren van 1843 tot 1933 in Rekem waarna de Zusters van Beveren-Waas hen vervingen. Hilarion Thans was een minderbroeder die in Rekem les gaf.
Een notoir inwoner van Rekem was Ferdinand Gobert d'Aspremont Lynden.

### Kanaal naar Rekem
Ottavio Piccolomini, veldmaarschalk van het Keizerlijk leger tijdens de Dertigjarige Oorlog, bezorgde op 21 december 1652 zijn verslag aan keizer Ferdinand III. Hij vermeldde hierin dat rijksgraaf Ferdinand van Reckheim (het huidige Rekem) het keizerrijk grote verdiensten had verleend door zijn stad van verdedigingswerken te voorzien tegen eventuele aanvallen van de hertog van Brabant. Alhoewel de stad goed verdedigd was door de wallen raadde Piccolomini aan om Reckheim te verbinden met de Maas via het Maas-Ziepkanaal. De keizer stemde in met het plan en gaf Ferdinand toelating om het kanaal te laten graven.
Tot ongeveer 1920 was Rekem bekend om zijn brikken- en pannenbakkers. Zij vervoerden hun producten tot in Antwerpen via de Zuid-Willemsvaart. Gebrek aan lokale leemvoorraden en industrialisatie betekende het einde.

### Heersers van Rekem
De eerste heer van Rekem was Arnold van Rekem (1108). Bij huwelijk van Gijsbert I van Bronckhorst kwam Rekem in bezit van het geslacht Van Bronkhorst. In 1140 komt hij voor als Gijsbert van Bronckhorst de Radekeim. Hij zou getrouwd zijn met vrouwe Rousch(e); Rouche zou een verschrijving zijn van Rothem. Mogelijk was hij gehuwd met Hadewich, dochter van Arnold van Rothem en Alidis van Cuyck. Rekem zou tot 1317 in bezit van de familie Van Bronkhorst blijven. Uit twee oorkonden van 20 april 1317 blijkt dat Willem III van Bronckhorst Rekem van de hand deed.
Van 1317 tot 1335 was Gerard Van der Marck heer van Rekem. Nadat Gerard van der Marck kinderloos was gestorven, kwam Rekem in handen van Arnold van Stein, gevolgd door Hendrik van Stein. Onder Hendrik werd Rekem in 1356 verheven tot rijksbaronie. Hendrik stierf kinderloos maar schonk de baronie voor zijn dood aan zijn neef Willem I van Sombreffe in 1397. Zijn zoon Willem II volgde hem op en vervolgens werd Willem II opgevolgd door Frederic. Doordat deze laatste geen erfgenamen had, ging de baronie in 1501 over op de broers Evrard en Jan Van Pirmont. Ook de heren van Pirmont lieten geen erfgenamen achter en na de dood van Jan in 1514 ging Rekem over op diens schoonbroer graaf Robert van der Marck en Arenberg, die in 1541 opgevolgd werd door zijn kleinzoon Robert II. Na diens dood kwam de baronie bij gebrek aan erfgenamen onder direct bewind van Keizer Karel V, die in 1545 Jan van Hennin benoemde tot landheer.
Jan van Hennin verkocht Rekem in 1553 aan Willem van Vlodrop. Na het huwelijk van diens zuster Anna met Jan van Quaadt van Wyckraedt kwam die laatste in 1564 in het bezit van Rekem. Zijn zoon Willem ruilde de baronie met Herman van Lynden tegen landgoederen in Duitsland. De baronnen (en vanaf 1623 graven) van D'Aspremont Lynden regeerden in Rekem tot 1795.
In deze tijd was Rekem een dwergstaatje met een eigen leger, munt en douanekantoor. Dit duurde tot de opheffing van het ancien régime, einde 18e eeuw.

### Munt van Rekem

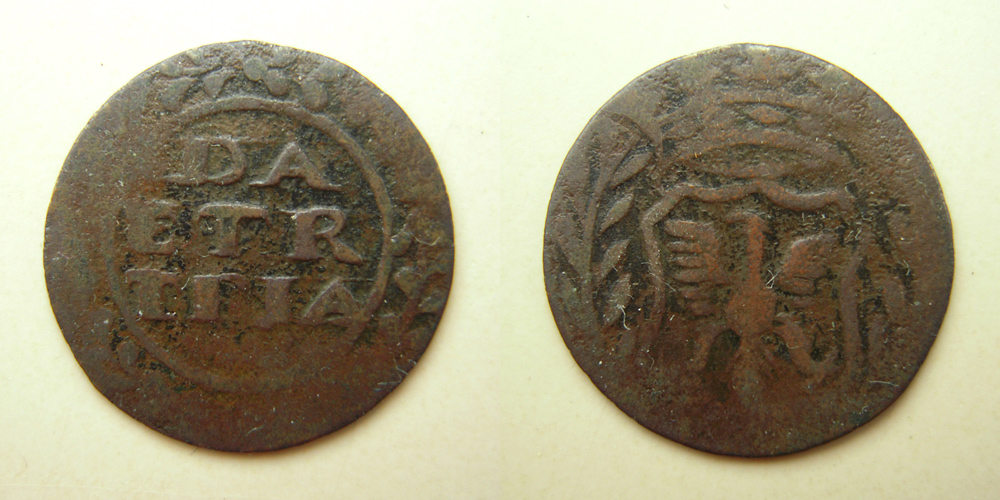
Koperen duit (1663) van Rekem. Nabootsing van duit uit hetzelfde jaar van de stad Deventer. Het opschrift vermeldt "DA-ETR-TRIA in plaats van DA-VEN-TRIA"

Al in de 14e eeuw begon men in Rekem munten te slaan. Het Rekemse munthuis is het meest actief geweest in de perioden 1400-1475 en 1550-1700. Kenmerkend voor deze muntslag is, dat de Rekemse muntheren vrijwel altijd populaire muntsoorten uit de naburige landen hebben geïmiteerd. Zij gingen zelfs zover regelrechte vervalsingen te slaan.
De graven van Aspremont-Lynden-Reckheim hebben hun bouwactiviteiten in de periode 1600-1640 onder meer bekostigd uit de opbrengst van de munt. In die tijd nam de muntslag enorm toe. Er werd onder meer massaal klein kopergeld geslagen: duiten en oorden. De belangrijkste winst zat hem in het feit dat de Rekemse munten veel te licht waren, zodat met weinig koper de maximale omzet werd behaald.
Na klachten van onder meer het naburige prinsbisdom Luik stelde keizer Ferdinand II een onderzoek in, waarna de graaf zich veiligheidshalve richtte op de namaak van Noord-Nederlandse munten, immers, Rekem lag buiten de jurisdictie van de Staten-Generaal. In de tweede helft van de 17e eeuw werd de Republiek overspoeld met namaakduiten uit Rekem, die naast de reguliere duiten alom in omloop waren. De nabootsingen waren zo ontworpen dat men zich bij klachten over de Rekemse munt kon verweren met het feit dat de opschriften op de Rekemse munten afweken van het origineel. Zo stond op de Friese namaakduiten niet “FRI-SIA” maar “FRI-CIR” of “FRI-GIA”, en op de Deventer imitatieduit “DA-ETR-TRIA” in plaats van “DA-VEN-TRIA”. Omdat in die dagen vrijwel niemand kon lezen zag de gemiddelde burger het verschil niet.
Klagen over Reckheim had geen nut, want het graafschap stond onder bescherming van de Duitse keizer. Het noordelijke gewest Holland nam in 1702 als eerste maatregelen tegen de overspoeling van minderwaardige duiten. Holland ging grotere en zwaardere duiten slaan en de lichtere duiten van Reckheim werden verklaard tot een waarde van een halve duit. De andere provincies volgden Holland datzelfde jaar nog. Daardoor was het voor Rekem niet meer rendabel om inferieure duiten te slaan.

### Wapen van Rekem
Het schild van Rekem kent de volgende samenstelling: Op 1 en 4 een gouden kruis op rood veld, van Lynden, in 2 en 3 een rode leeuw op gouden veld, van Rekem, op het geheel een gouden kruis op rood veld en het schild gekroond met de kroon van het graafschap.

### Franse tijd tot nu
Onder de Fransen was Rekem, als onderdeel van de provincie Limburg, vanaf 1795 een kantonhoofdplaats van zes gemeenten. Die functie moet het evenwel in de 19e eeuw aan Mechelen-aan-de-Maas laten. 
Rekem verviel geleidelijk tot een landbouwdorp. Tussen 1860 en de Eerste Wereldoorlog trokken brikkenbekkers vanuit Rekem naar Duitsland.
In 1921 werd in het kasteel een psychiatrische inrichting gevestigd, hetgeen eveneens werkgelegenheid opleverde. Na de aanleg van de Zuid-Willemsvaart, die Rekem afsnijdt van Uikhoven, en de N78 valt het uiteen in drie delen: Oud-Rekem, de gehuchten Boven- en Daalwezet en de nieuwe woonwijken ten noorden en zuiden van de Populierenlaan en aan de N78. Sinds de gemeentelijke fusie van 1977 valt Rekem onder het bestuur van de gemeente Lanaken.

## Demografische ontwikkeling
- Bronnen:NIS, Opm:1831 tot en met 1970=volkstellingen; 1976 = inwoneraantal op 31 december

## Bezienswaardigheden
Zie voor de oude kern van Rekem ook: Oud-Rekem.
- Ucoverpoort, een restant van de oude stadsomwalling, uit 1630
- Museumkerk Sint-Pieter (Rekem), in barokstijl
- Parochiekerk Sint-Pieter, uit 1956 waar het reliekschrijn van Petronella wordt bewaard
- Paterskerk van het Minderbroedersklooster, oorspronkelijk uit 1710
- De Sint-Petronellakapel aan de Heirbaan, van oorsprong uit 1620
- Een aantal huizen in Maaslandse stijl, uit de 18e en 19e eeuw, waaronder de L-vormige hoeve en het Huis "De Hoeck", aan de Engelenstraat
- Kasteel d'Aspremont-Lynden, in Maaslandse renaissance, uit 1597 en later
- Een oude leerlooierij
- Een schandpaal, op de Groenplaats
- Museumapotheek dr. Humblé, aan de Groenplaats, in het pand In de Bleick
- Begraafplaats psychiatrisch ziekenhuis en de natuurbegraafplek Isaekshoef
- Molenberg (Nationaal Park Hoge Kempen)

## Galerij

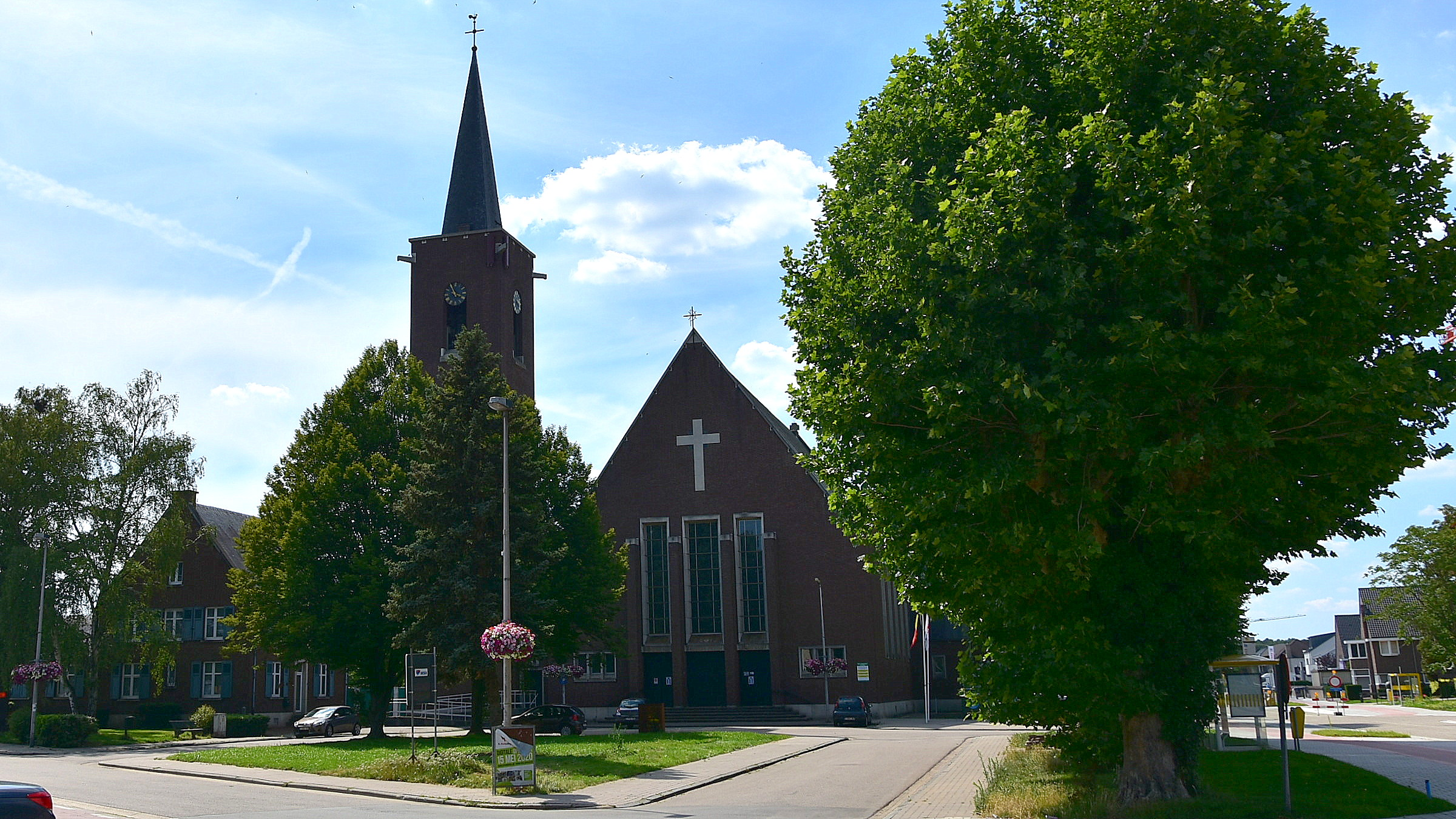
Sint-Pieterskerk
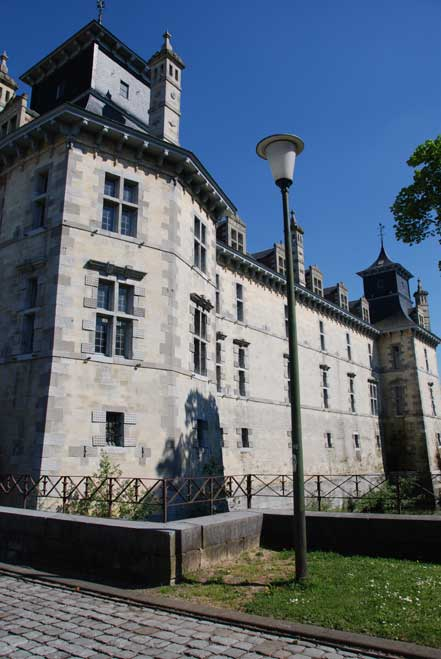
Kasteel d'Aspremont-Lynden
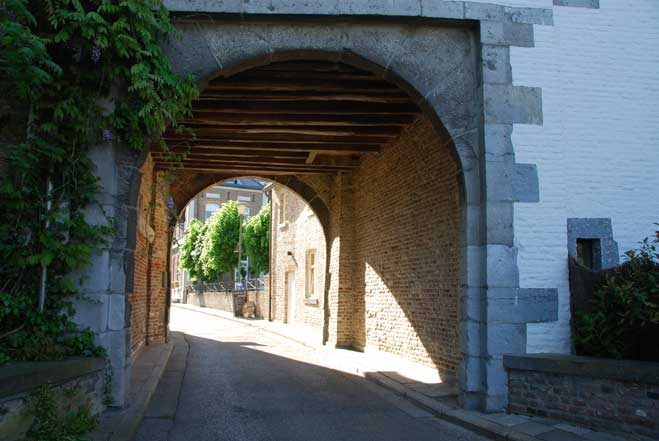
Ucoverpoort (Uikhoverpoort)
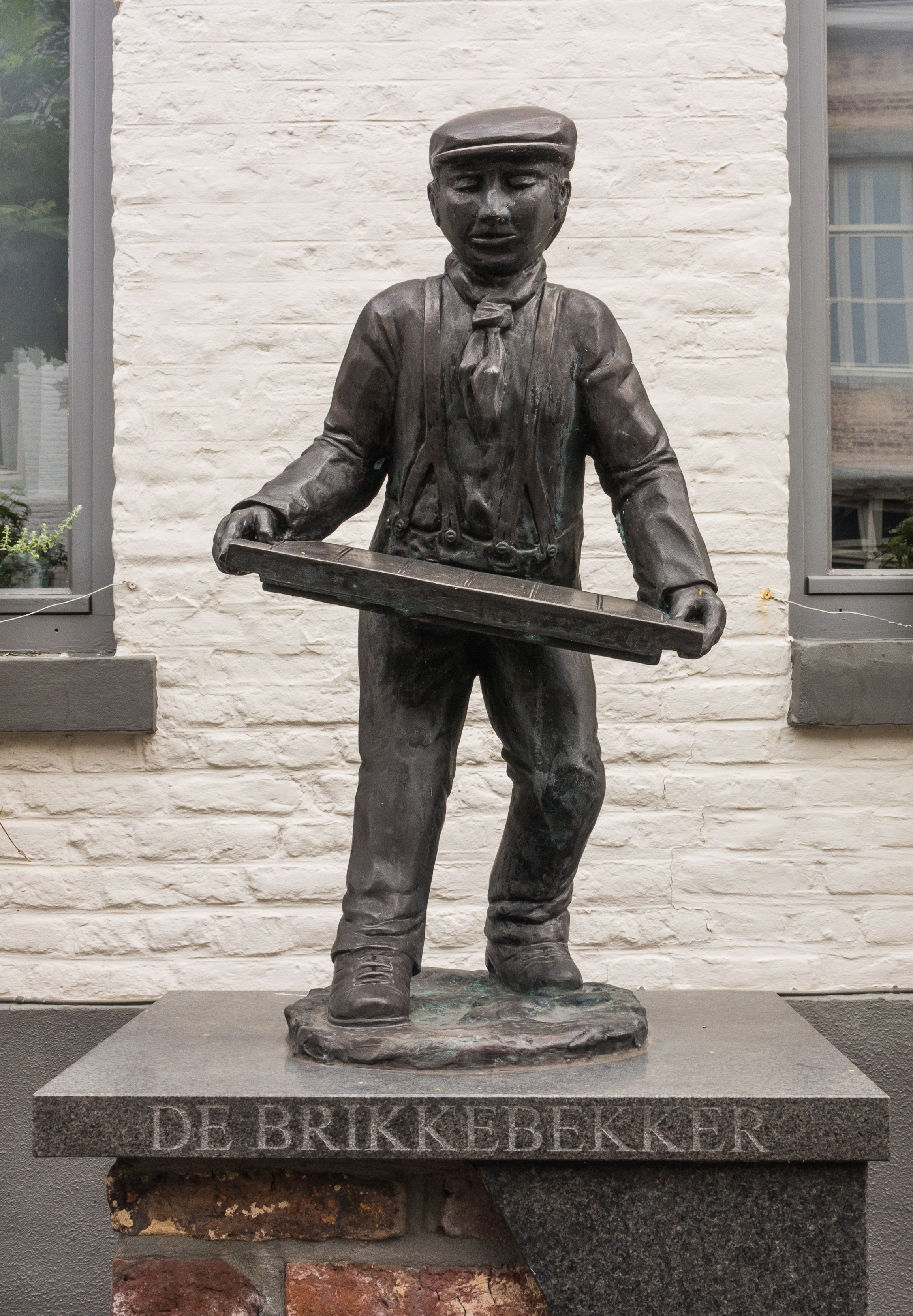
De Brikkebekker
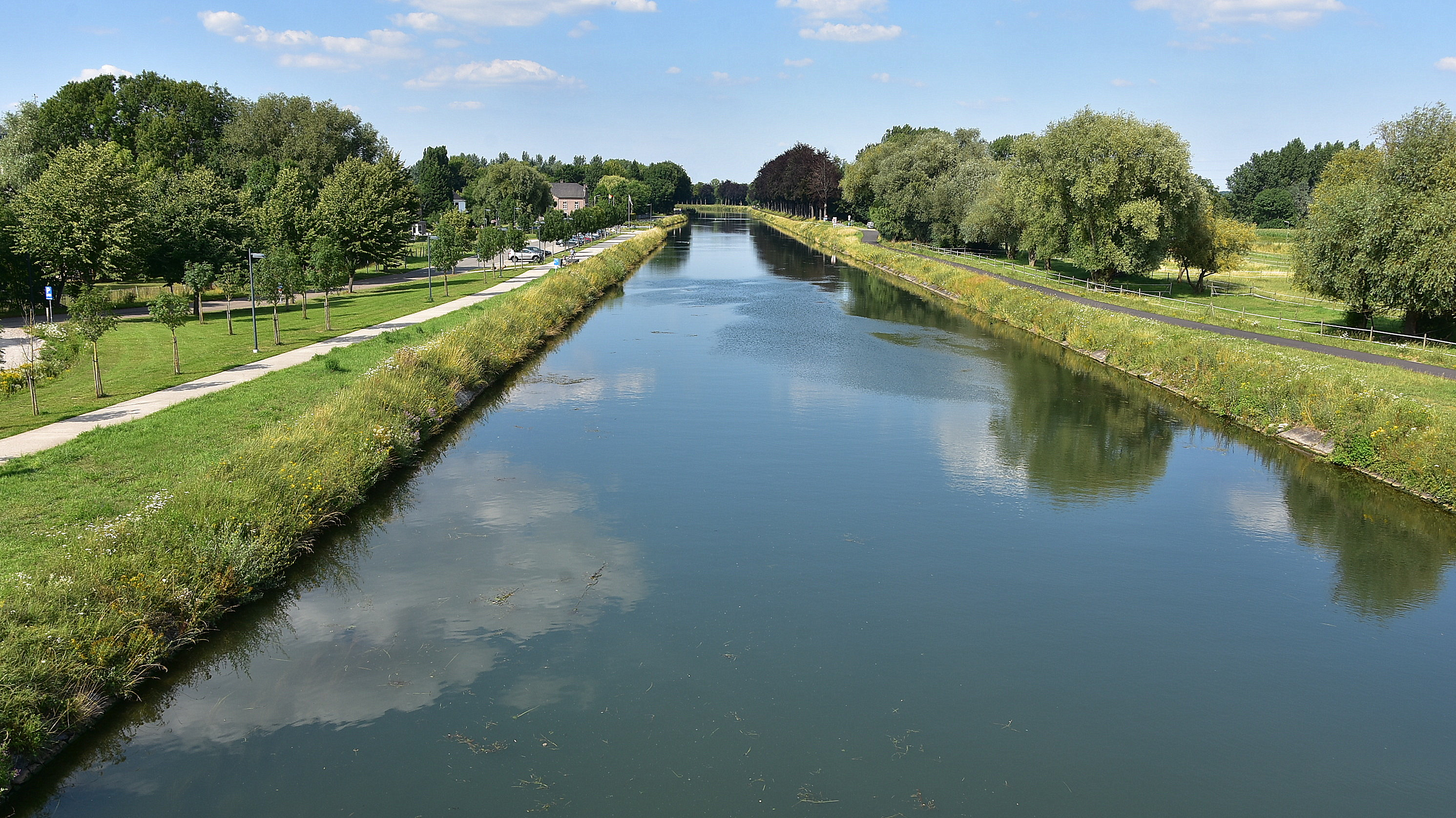
De Zuid-Willemsvaart in Rekem
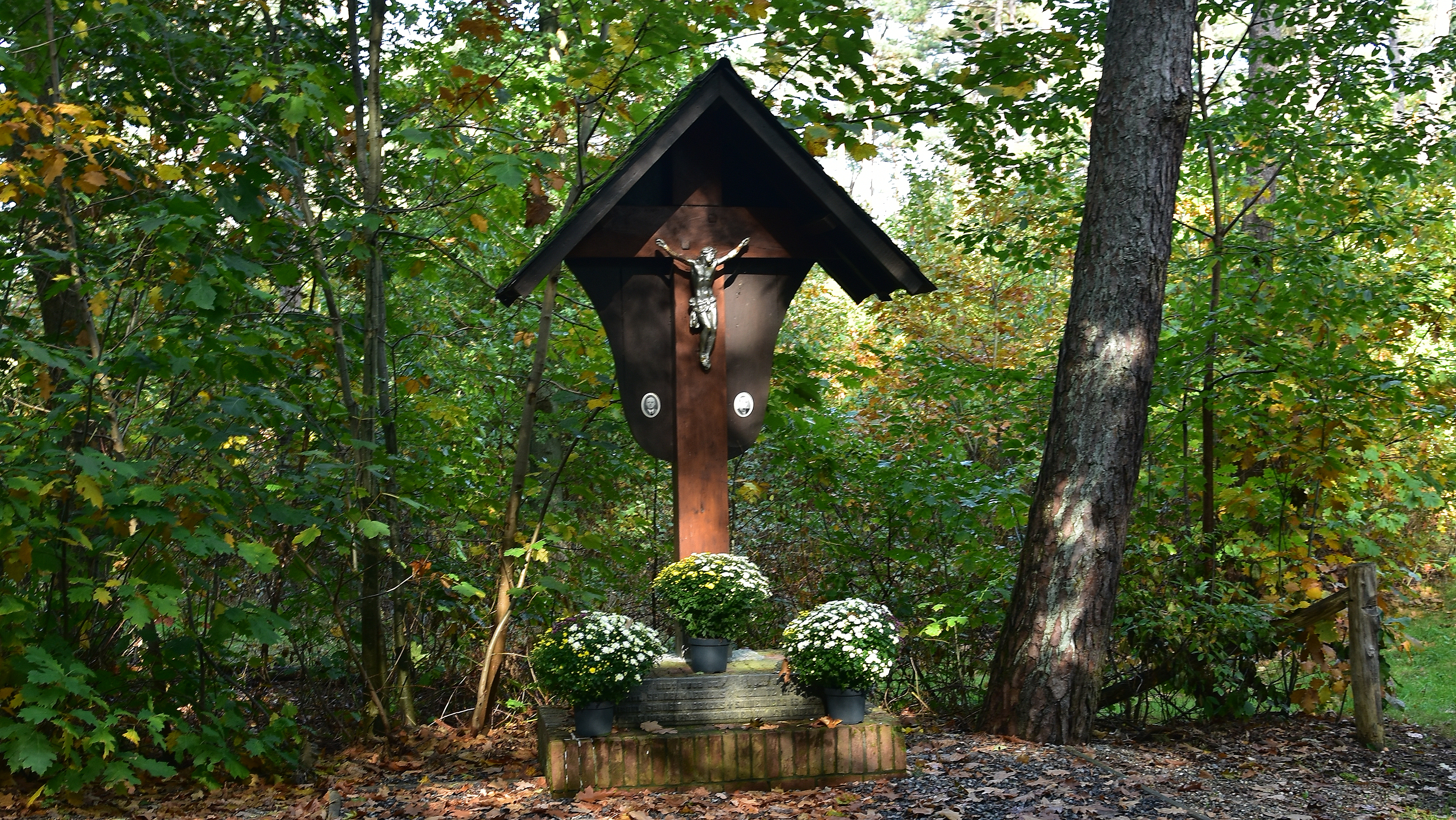
Wegkruis op de Heidestraat
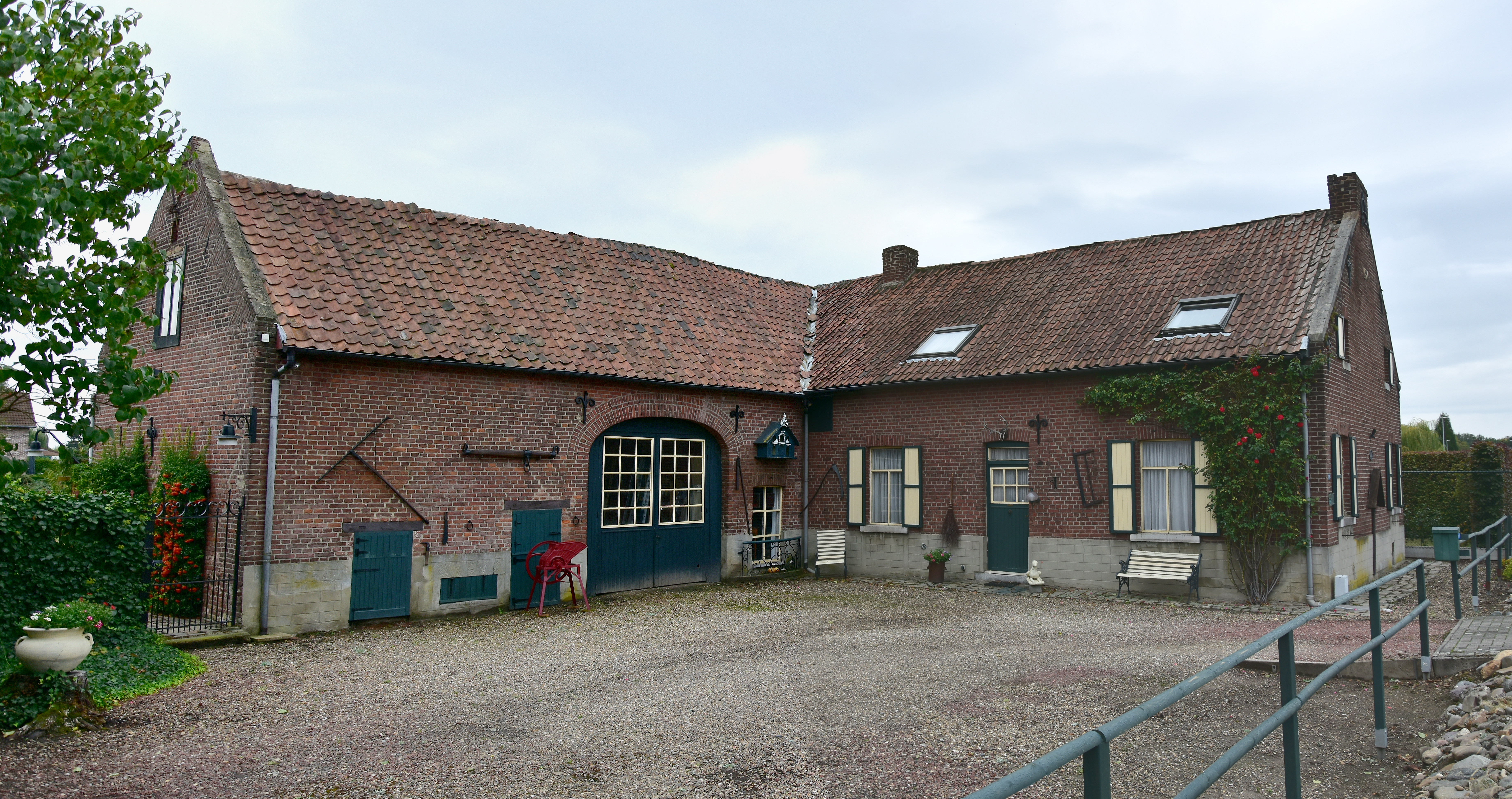
L-vormige hoeve

## Natuur en landschap
Rekem bevindt zich in de Maasvallei, op ongeveer 42 meter hoogte. Naar het westen toe gaat het over in het Kempens Plateau, dat via een steilrand oprijst en hier hoogten tot 92 meter bereikt. Op deze overgang bevonden zich het kinderopvangcentrum Molenberg en het sanatorium Onze-Lieve-Vrouwpreventorium Ter Dennen. Het kinderopvangcentrum werd in 2019 afgebroken, en het sanatorium doet sinds 1993 dienst als opvangcentrum voor asielzoekers. Ten noorden hiervan bevindt zich het natuurreservaat Vallei van de Ziepbeek.
Direct ten oosten van Rekem loopt de Zuid-Willemsvaart.

## Bekende Rekemnaren
- Hilarion Thans, minderbroeder, dichter en schrijver, gaf een aantal jaren les in Rekem en werd er begraven. Een straat in Rekem is naar hem genoemd.

Geboren in Rekem:
- Leo Delwaide, advocaat en politicus
- Maria Engelen, moeder van Paul van Ostaijen[8]
- Eric Gerets, ex-voetballer en voormalig voetbaltrainer van o.a. het Marokkaans voetbalelftal

Woonachtig in Rekem:
- Karsten Kroon, voormalig Nederlands profwielrenner
- Bram Tankink, voormalig Nederlands profwielrenner

## Trivia
- Het kerkdorp Oud-Rekem werd op 29 mei 2008 door Toerisme Vlaanderen verkozen tot 'het mooiste dorp van Vlaanderen'.

## Nabijgelegen kernen
Neerharen, Opgrimbie, Uikhoven, Zutendaal
Deelgemeenten: Gellik · Lanaken · Neerharen · Rekem · Veldwezelt

Overige kernen: Briegden · Kesselt · Smeermaas

Belgische gemeenten · Arrondissement Tongeren · Limburg · Vlaanderen